# Lista de deputados estaduais do Ceará da 17.ª legislatura
Essa é uma lista de deputados estaduais do Ceará eleitos para o período 1975-1979. Foram eleitos 40 deputados.

## Composição das bancadas
| Partido | Líder                      | Bancada | Posição  |
| ------- | -------------------------- | ------- | -------- |
| ARENA   | Orlando Bezerra de Menezes | 32 / 40 | Governo  |
| MDB     | Paulino Rocha              | 8 / 40  | Oposição |

## Deputados estaduais
| Número | Deputados estaduais eleitos        | Partido | Votação | Percentual | Cidade onde nasceu      | Unidade federativa |
| 11875  | Acilon Goncalves Pinto             | ARENA   | 16.846  |            | Aurora                  | Ceará              |
| 11270  | Adelino Alcântara Filho            | ARENA   | 11.828  |            | São Gonçalo do Amarante | Ceará              |
| 11661  | Airton Maia Nogueira               | ARENA   | 15.230  |            | Fortaleza               | Ceará              |
| 11905  | Alceu Vieira Coutinho              | ARENA   | 12.365  |            | Independência           | Ceará              |
| 11556  | Alfredo Almeida Machado            | ARENA   | 13.689  |            | Quixeramobim            | Ceará              |
| 15410  | Alfredo de Abreu Pereira Marques   | MDB     | 11.381  |            | Maranguape              | Ceará              |
| 11765  | Almir Santos Pinto                 | ARENA   | 11.685  |            | Lavras da Mangabeira    | Ceará              |
| 11969  | Antônio Costa Filho                | ARENA   | 13.831  |            | Fortaleza               | Ceará              |
| 11927  | Antônio de Almeida Jacó            | ARENA   | 17.157  |            | Redenção                | Ceará              |
| 11247  | Antônio Soares Cavalcanti          | ARENA   | 14.923  |            | Crateús                 | Ceará              |
| 15674  | Antônio Eufrasino Neto             | MDB     | 11.612  |            | Poranga                 | Ceará              |
| 11691  | Antônio Gomes da Silva Câmara      | ARENA   | 14.584  |            | Tauá                    | Ceará              |
| 11518  | Aquiles Peres Mota                 | ARENA   | 12.984  |            | Ipueiras                | Ceará              |
| 15325  | Carlos Eduardo Benevides           | MDB     | 10.631  |            | Pacatuba                | Ceará              |
| 11610  | Deusimar Emídio Maciel             | ARENA   | 20.947  |            | Brejo Santo             | Ceará              |
| 11577  | Edson da Mota Corrêa               | ARENA   | 11.936  |            | Caucaia                 | Ceará              |
| 11854  | Epitácio Batista de Lucena         | ARENA   | 13.926  |            | Iguatu                  | Ceará              |
| 15194  | Fausto Aguiar Arruda               | MDB     | 11.869  |            | Itapipoca               | Ceará              |
| 15214  | Francisco Castelo de Castro        | MDB     | 10.218  |            | Mombaça                 | Ceará              |
| 15663  | Chagas Vasconcelos                 | MDB     | 15.243  |            | Santana do Acaraú       | Ceará              |
| 11266  | Francisco Diógenes Nogueira        | ARENA   | 14.147  |            | Jaguaribe               | Ceará              |
| 11631  | Francisco Fonseca Coelho           | ARENA   | 13.817  |            | Tamboril                | Ceará              |
| 11651  | Haroldo Sanford                    | ARENA   | 13.049  |            | Camocim                 | Ceará              |
| 11596  | Hermano José Monteiro Teles        | ARENA   | 19.017  |            | Crato                   | Ceará              |
| 11751  | João Frederico Ferreira Gomes      | ARENA   | 15.384  |            | Sobral                  | Ceará              |
| 11994  | João Viana de Araújo               | ARENA   | 14.892  |            | Cedro                   | Ceará              |
| 11117  | José Batista de Oliveira           | ARENA   | 13.328  |            | Pacatuba                | Ceará              |
| 15831  | José Paulino de Aguiar Rocha       | MDB     | 20.530  |            | Serra da Meruoca        | Ceará              |
| 11963  | José Vieira Filho (Mazim)          | ARENA   | 13.684  |            | Boa Viagem              | Ceará              |
| 15177  | José Wilson Machado Borges         | MDB     | 15.757  |            | Caririaçu               | Ceará              |
| 11354  | Júlio Gonçalves Rêgo               | ARENA   | 15.827  |            | Tauá                    | Ceará              |
| 11364  | Leorne Belém                       | ARENA   | 12.528  |            | Quixeramobim            | Ceará              |
| 11802  | Libório Gomes da Silva             | ARENA   | 11.571  |            | Camocim                 | Ceará              |
| 11604  | Manuel de Castro Filho             | ARENA   | 18.426  |            | Morada Nova             | Ceará              |
| 11780  | Marconi José Figueiredo de Alencar | ARENA   | 15.731  |            | Juazeiro do Norte       | Ceará              |
| 11145  | Maria Zélia Mota                   | ARENA   | 17.164  |            | Fortaleza               | Ceará              |
| 11669  | Orlando Bezerra de Menezes         | ARENA   | 25.410  |            | Juazeiro do Norte       | Ceará              |
| 11207  | Orzete Filomeno Ferreira Gomes     | ARENA   | 13.811  |            | Acaraú                  | Ceará              |
| 11503  | Osmar Maia Diógenes                | ARENA   | 15.380  |            | Messejana               | Ceará              |
| 11235  | Paulo Feijó de Sá e Benevides      | ARENA   | 14.360  |            | Mombaça                 | Ceará              |